# Betty Thomas

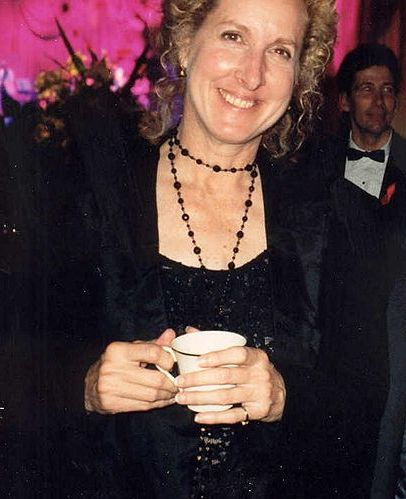
Betty Thomas, Emmy Awards 1994

Betty Thomas (* 27. Juli 1948 in St. Louis, Missouri, als Betty Thomas Nienhauser) ist eine US-amerikanische Schauspielerin und Regisseurin.
Thomas absolvierte im Jahr 1969 die Ohio University, dann zog sie nach Chicago, wo sie der Theatertruppe The Second City angehörte. Als Filmschauspielerin debütierte sie 1976 in dem Film Tunnelvision, wo sie neben Chevy Chase und John Candy spielte. Für ihre Rolle in der Fernsehserie Polizeirevier Hill Street war sie 1985 für den Emmy Award nominiert.
Ende der 1980er Jahre unterbrach Thomas ihre Arbeit als Schauspielerin und führte Regie bei einigen Spielfilmen, so bei Only You (1992) mit Helen Hunt, 28 Tage (2000) mit Sandra Bullock und I Spy (2002) mit Eddie Murphy und Owen Wilson. Außerdem führte sie bei einzelnen Folgen einiger Fernsehserien Regie, so u. a. bei der Serie Inspektor Hooperman.

## Filmografie (Auswahl)

### Als Schauspielerin
- 1976: Tunnelvision (Tunnel Vision)
- 1976: Gefangen in Jackson County (Jackson County Jail)
- 1980: Mit einem Bein im Kittchen (Used Cars)
- 1982: Hausaufgaben (Homework)
- 1989: Die Wilde von Beverly Hills (Troop Beverly Hills)

### Als Produzentin
- 2002: I Spy
- 2004: Wie überleben wir Weihnachten? (Surviving Christmas)
- 2005: Guess Who – Meine Tochter kriegst du nicht! (Guess Who)

### Als Regisseurin
- 1989: Inspektor Hooperman (Hooperman, Fernsehserie, 3 Folgen)
- 1989: Doogie Howser, M.D. (Fernsehserie, 2 Folgen)
- 1989–1990: Mancuso, F.B.I. (Fernsehserie, 3 Folgen)
- 1990: Eine Wahnsinnsfamilie (Parenthood, 2 Folgen)
- 1990–1996: Dream On (Fernsehserie, 18 Folgen)
- 1991: Der Nachtfalke (Midnight Caller, Fernsehserie, Folge 3x12)
- 1992: Only You
- 1992: On the Air – Voll auf Sendung (On the Air, Fernsehserie, Folge 1x06)
- 1993: Mond über Miami (Moon Over Miami, Fernsehserie, Folge 1x05)
- 1994: Das steh’ ich durch (My Breast, Fernsehfilm)
- 1994: Couples (Fernsehfilm)
- 1995: Die Brady Family (The Brady Bunch Movie)
- 1996: The Late Shift (Fernsehfilm)
- 1997: Private Parts
- 1998: Dr. Dolittle (Doctor Dolittle)
- 2000: 28 Tage (28 Days)
- 2002: I Spy
- 2006: The Loop (Fernsehserie, Folge 1x01)
- 2007: Rache ist sexy (John Tucker Must Die)
- 2009: Alvin und die Chipmunks 2 (Alvin and the Chipmunks: The Squeakquel)
- 2012: Audrey (Fernsehserie, 6 Folgen)
- 2015–2022: Grace and Frankie (Fernsehserie, 3 Folgen)